# ویلیامسون مورای
ویلیامسون مورای (انگلیسی: Williamson Murray؛ زادهٔ ۲۳ نوامبر ۱۹۴۱) نویسنده و تاریخ‌نگار آمریکایی است.

## زندگی‌نامه
مورای تحصیلات متوسطه خود را در سال ۱۹۵۹ در مدرسه برکشایر در شفیلد، ماساچوست به پایان رساند. او به دانشگاه ییل رفت و در سال ۱۹۶۳ با درجه ممتاز در تاریخ فارغ‌التحصیل شد.
پس از فارغ‌التحصیلی به مدت ۵ سال به عنوان افسر در نیروی هوایی ایالات متحده خدمت کرد و راهی جنوب شرقی آسیا شد. پس از خدمت سربازی، او به عنوان دانشجوی کارشناسی ارشد در گروه تاریخ به دانشگاه ییل بازگشت و در سال ۱۹۷۴ دکترای خود را در تاریخ نظامی - دیپلماتیک دریافت کرد.

## حرفه
مورای پس از فارغ‌التحصیلی از دانشگاه ییل، به مدت دو سال به عنوان معلم تاریخ در مدارس تدریس کرد. در سال ۱۹۷۷ در دانشگاه ایالتی اوهایو به عنوان مورخ نظامی و دیپلماتیک مشغول به کار شد. او در سال ۱۹۸۷ موفق به دریافت جایزه دانش آموختگان ممتاز شد.
او در سال ۱۹۹۵ به عنوان استاد تاریخ از ایالت اوهایو بازنشسته شد. او در تعدادی از دانشگاه‌ها، آکادمی‌های نظامی و دانشکده‌های جنگ، از جمله کالج جنگ هوایی ایالات متحده، آکادمی نظامی ایالات متحده، و کالج جنگ دریایی، تدریس کرده‌است.

## کتاب‌ها
گفت‌وگوی طولانی و چالشی بین «کوین وودز»، «ویلیامسون مورای»، «توماس هولادی» و رعد مجید الحمدانی از چهاردهم تا نوزدهم مه سال ۲۰۰۷ در کشور اردن انجام شده و در کتاب Saddam's War: An Iraqi Military Perspective of the Iran-Iraq War منتشر شده‌است.
کتاب جنگ ایران و عراق؛ تاریخ نظامی و استراتژیک، نوشته ویلیامسون موری و کوین ام وودز از انتشارات دانشگاه کمبریج